# MX vs. ATV Unleashed
MX vs. ATV Unleashed ist ein 2005 erschienenes Computer- und Videospiel und der erste Teil der Spielereihe MX vs. ATV des Entwicklerstudios von THQ, Rainbow Studios.
Es beinhaltet neben einem Karrieremodus ("Championships") einen "Challenges"-Modus und einen Offline-Multiplayer-Modus mit 2 Spielern und einen Online-Multiplayer-Modus für höchstens 8 Spieler.

## Spielmodi

### Championships

#### Supercross
Im "Supercross"-Modus kann man wahlweise mit Motocross-Motorrädern (MX) oder mit Quads (ATV) in frei erfundenen Supercross-Arenen (z. B. "New Orleans", "Las Vegas") gegen bis zu 5 Computer-Gegner antreten. Jede Strecke wird, je nach Platzierung, zwischen 2 und 4 Mal befahren.

#### Nationals
In diesem Modus sind nach den gleichen Regeln wie im "Supercross"-Modus und mit den gleichen Fahrzeugen verschiedene, längere Strecken zu befahren. Diese Strecken liegen meist auf Themen-Geländen, (z. B. Bauernhof "Maple Hill" oder Wüste). Diese recht detailreich gestalteten Areale lassen sich im "Free Ride"-Modus (s. u.) frei erkunden.

## Challenges
Während der einzelnen Karrieren können verschiedene "Challenges" ("Herausforderungen") freigeschaltet werden. Diese haben meist einen freieren Bezug zum Thema "Offroad" und bieten Abwechslung an. Die dem Spieler im Karriereverlauf angebotenen Challenges werden zufällig ausgewählt. Als Beispiele für Challenges sind z. B. Golfkart-Rennen auf Offroad-Strecken oder Flugzeugrennen durch gesteckte Zielpunkte. Wurde eine Challenge bewältigt, so ist das benutzte Fortbewegungsmittel für den "Free Ride"-Modus verfügbar.

### Free Ride
Im "Free Ride" ("Freie Fahrt")-Modus kann man die einzelnen Strecken ohne Gegner zum Training befahren. Dem Spieler ist selbst überlassen, mit welchem Fahrzeug er welche Bahn fahren möchte. Die sonst übliche Regelung, nach 4 Sekunden auf die Bahn zurückgesetzt zu werden, gilt hier nicht, d. h. auch Abkürzungen sind möglich.

## Sonstige Modi
Außer den oben genannten „Haupt-Modi“ existieren noch weitere, kleinere Klassen, darunter Hillclimbing, Motorrad-Shorttrack oder Supermoto.

## Demo
Vor der Veröffentlichung des Spiels wurde eine Demoversion veröffentlicht. Mit ihr ist es möglich, mit Quads oder Motocross-Maschinen die Strecken "Savannah" und "Maple Hill" sowohl als Rennen als auch frei sowie eine Monstertruck-Challenge zu fahren.

## Map-Editor
Der Kaufversion beigelegt ist ein Karteneditor, mit dem man verschiedene Szenerien designen kann. Er enthält viele vorgefertigte 3D-Objekte. So ist ein Level auch mithilfe geringer Grundkenntnisse im Level Editing erstellbar.

## Soundtrack
Während des Spiels werden verschiedene, zufällig ausgewählte Rocklieder gespielt, die sich zum Teil bei den Spielern großer Beliebtheit erfreuen. Unter anderem beinhaltet der Soundtrack:
- Unwritten Law – "Celebration Song"
- Bullets and Octane – "Pirates"
- Rise Against – "Give It All"
- Earshot – "Wait"
- The Black Eyed Peas feat. Papa Roach – "Anxiety"
- Riddlin' Kids – "Stop The World"
- Crossfade – "Cold"
- Shinedown – "Fly From The Inside"
- Kottonmouth Kings – "Let's Ride"
- Mudmen – "Animal"
- Authority Zero – "Revolution"
- Nickelback – "Because Of You"
- Papa Roach – "Getting Away With Murder"
- Ozomatli – "Saturday Night"
- Skindred – "Nobody"
- Phunk Junkeez – "Magnetic Mic Control"
- Pillar – "Bring Me Down"
- Strung Out – "Analog"
- Powerman 5000 – "Heroes And Villains"
- Trust Company – "Stronger"

## Nachfolger
Nordic Games kündigte einen neuen Teil der Reihe unter dem Namen MX vs. ATV Supercross an. Dieser Teil wurde im Oktober 2014 veröffentlicht.